# سیارک ۱۳۴۳۴۸
سیارک ۱۳۴۳۴۸ (به انگلیسی: 134348 Klemperer، نامگذاری:1992UX9) صد و سی و چهار هزار و سیصد و چهل و هشتمین سیارک کشف شده‌است که در ۳۱ اکتبر ۱۹۹۲ کشف شد.